# Pseudochirulus cinereus
Pseudochirulus cinereus is een zoogdier uit de familie van de kleine koeskoezen (Pseudocheiridae). De wetenschappelijke naam van de soort werd voor het eerst geldig gepubliceerd door George Herbert Hamilton Tate in 1945.

## Uiterlijke kenmerken
De bovenkant is kaneelkleurig tot lichtbruin, de onderkant wit. Over de bovenkant van het lichaam loopt een donkerbruine rugstreep. De staart heeft grotendeels dezelfde kleur als de bovenkant van het lichaam, maar de punt is meestal wit. De kop-romplengte bedraagt 330 tot 370 mm, de staartlengte 320 tot 390 mm en het gewicht 800 tot 1250 g.

## Voorkomen
De soort komt voor in tropisch regenwoud (boven 400 m hoogte) in Noordoost-Queensland ten noorden van Cairns op het Carbine Tableland, het Mount Windsor Tableland en Thornton Peak. Over het gedrag van dit dier is weinig bekend; er zijn jongen in de buidel gevonden tussen juli en december.